# Dubrovnik (Schiff, 1932)
Die Dubrovnik war ein Zerstörer der Marine Jugoslawiens, der Anfang der 1930er Jahre gebaut wurde. Im Laufe des Zweiten Weltkrieges kam er auch unter dem Namen Premuda in der Königlich Italienischen Marine und als Torpedoboot TA 32 in der deutschen Kriegsmarine zum Einsatz.

## Geschichte

### Jugoslawische Marine

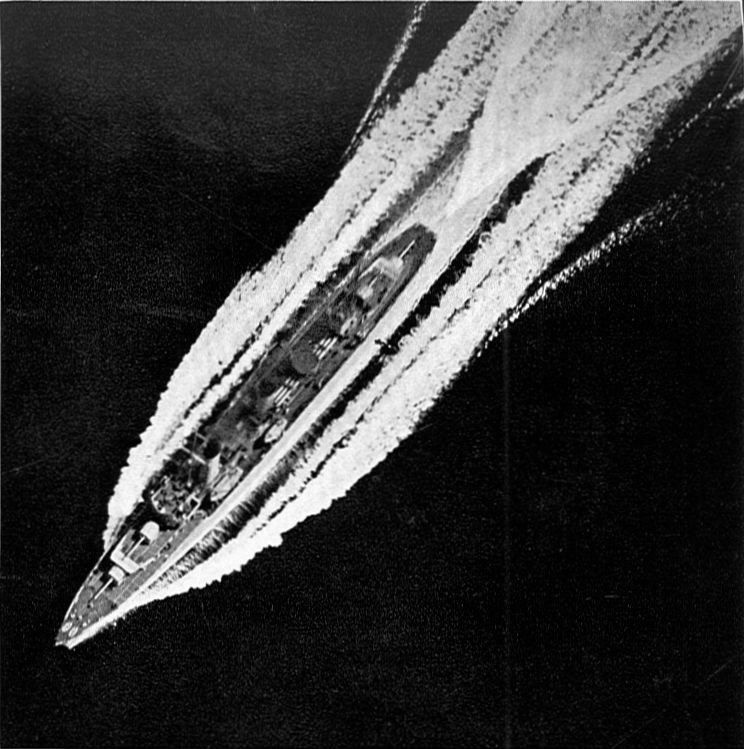
Die Dubrovnik bei hoher Fahrt (37 kn), etwa 1936

Als Flottillenführer nach britischem Vorbild wurde das Schiff auf der Werft Yarrow & Co. Ltd in Glasgow am 10. Juni 1930 auf Kiel gelegt. Der Stapellauf erfolgte am 12. Oktober 1931, die Indienststellung für die jugoslawische Marine im Mai 1932. Es war der zu diesem Zeitpunkt größte bisher gebaute Zerstörer. Jugoslawien hatte gefordert, dass das Schiff stärker bewaffnet und schneller sein sollte als seine eventuellen italienischen Gegner. Die Geschütze wurden von der tschechischen Firma Škoda geliefert, und das Schiff hatte eine für damalige Zeit sehr starke Flugabwehr-Bewaffnung.
Die Dubrovnik brachte König Alexander I. zu seinem Staatsbesuch im Oktober 1934 nach Frankreich und brachte nach seiner Ermordung in Marseille seinen Leichnam wieder zurück.
Bei Ausbruch des Krieges mit Jugoslawien verhinderte der schnelle Vormarsch der Truppen der Achsenmächte jeden operativen Einsatz durch die jugoslawische Marine. Die Dubrovnik wurde am 17. April 1941 zusammen mit den beiden Zerstörern Beograd und Ljubljana in Kotor von Italien erbeutet.

### Italienische Marine
Nach teilweiser Auswechslung ihrer Bewaffnung stelle sie die italienische Marine im Januar 1942 als Premuda in Dienst, benannt nach der Insel Premuda, dem Schauplatz eines erfolgreichen italienischen Kommandounternehmens im Ersten Weltkrieg. Die 84-mm-Geschütze waren durch vier 37-mm-Flak ersetzt worden, und das Schiff hatte ein neues Feuerleitgerät italienischer Bauart erhalten. Die Premuda wurde ab Februar 1942 zur Sicherung der Geleitzüge nach Nordafrika eingesetzt und nahm im Juni 1942 an dem Unternehmen gegen die britischen Geleitzüge Vigorous und Harpoon teil. Darauf erfolgte die erneute Verwendung im Geleitsicherungsdienst, bis die Premuda 1943 für eine Grundüberholung nach Genua in die Werft ging. Dort sollte ihre Hauptbewaffnung auf vier 13,5-cm L/45 Geschütze umgestellt und die Fla-Bewaffnung mit 37-mm L/54 Flak und 20-mm L/70 MGs modernisiert werden. Um eine Überladung zu verhindern, sollte einer der beiden Torpedo-Drillingssätze entfernt werden. Bei der Verkündung der italienischen Kapitulation war sie nicht fahrbereit und wurde daher am 9. September von den Deutschen erbeutet.

### Deutsche Kriegsmarine
Das Schiff wurde zunächst zum Nachtjagdleitschiff umgebaut. Dazu wurde ein Funkmessgerät des Typs „Freya“ A1 auf dem Achterschiff eingebaut, und die Torpedorohre wurden entfernt. Die Hauptbewaffnung bestand nunmehr aus drei 10,5-cm L/65 Flak. Als der Umbau im Frühsommer 1944 vollendet war, war die alliierte Luftüberlegenheit jedoch bereits so überwältigend, dass Jägerleitschiffe nutzlos geworden waren, und am 18. Juni 1944 wurde entschieden, das Schiff wieder zum Torpedoboot zurückzubauen. Das Funkmessgerät wurde durch eine vierte 10,5-cm-Flak und zusätzliche 2-cm-Fla-Vierlinge ersetzt, und drei 53,3-cm-Torpedorohre deutscher Fertigung wurden im Drillingssatz eingebaut.
Am 18. August 1944 wurde die Premuda mit der Bezeichnung TA 32 von der Kriegsmarine in Dienst gestellt. Sie diente als Flaggschiff der in Genua stationierten 10. Torpedoboot-Flottille und versah Einsätze im Ligurischen Meer. Am 18. März 1945 wurde sie bei einer Minenlegeunternehmung nordwestlich von Korsika zusammen mit den ebenfalls erbeuteten ehemals italienischen Torpedobooten TA 24 und TA 29 (ex Arturo und Eridano) von den beiden britischen Zerstörern Meteor und Lookout angegriffen. TA 24 und TA 29 wurden in dem Gefecht versenkt; TA 32 wurde zwar beschädigt, konnte aber mittels seiner hohen Geschwindigkeit und im Schutz von starker Rauchentwicklung entkommen. Nach dem Gefecht vom 18. März war von den ursprünglich acht Booten der Flottille nur noch TA 32 geblieben.
Bei der deutschen Räumung Genuas wurde TA 32 am 24. April von der eigenen Besatzung im Hafen durch Sprengung versenkt. Das Wrack wurde im März 1950 gehoben und in Savona verschrottet.